# 東松島市
東松島市（日语：／ Higashimatsushima shi */?）是位於日本宮城縣東部的城市。轄區地處仙台灣沿岸，西南部的宮戶島周邊地區位於日本特別名勝松島的範圍內。東松島市的人口集中在矢本站至東矢本站的周邊的市中心。而當地在對外通勤與就學上較依賴東邊的石卷市。東松島市於2022年9月被被荷蘭的綠色旅遊目的地基金會評選為「全球百大綠色目的地」之一，位於西南部的奧松島地區則於2023年10月被聯合國旅遊組織認定為最佳旅遊村。

## 地理
東松島市境內約30%的面積被森林覆蓋，25%的土地為農業用地。轄區東部為平坦地帶，中央地帶坐落著瀧山，並且與西北部海拔35至90公尺的丘陵相連。鳴瀨川與吉田川平行流經西部地區，並在東南邊注入石卷灣。而野蒜海岸至宮戶島一帶被稱為「奧松島」的周邊島嶼則位於日本特別名勝松島的範圍內。

### 氣候
當地屬於太平洋側氣候。根據統計，2008年至2018年東松島市的年均溫為12.2℃，年均降雨量為1086.4毫米，年日照時數則為1946.7小時。冬季降雨量少且降雪期較短，降雨則集中在夏季和秋季。

## 歷史
東松島市自繩紋時代弁有人内居住，位於宮戶島西部的里濱貝塚曾出土捕魚工具和石器、土器等文物。里濱貝塚也被指定為日本的史跡。奈良時代，東松島地區隸屬於牡鹿郡。而位於赤井地區的赤井官衙遺跡群被認為是平安時代，日本的官方史書「續日本紀」於天平9年（737年）4月在書中提及的牡鹿郡郡家（郡衙）。
昭和30年（1955年），矢本町、赤井村與大鹽村合併成新的矢本町，小野村、野蒜村與宮戶村則合併成鳴瀨町。平成17年（2005年）4月，矢本町與鳴瀨町合併成現今的東松島市。
2011年3月11日的東日本大震災在東松島市引發震度6強的地震，並造成963位市民死亡、25人失蹤與14,579棟房屋受損。其中5513棟房屋在震災中全毀。而當地的公共設施受損總額高達668億7100萬日圓。

## 行政
現任市長渥美巖在2025年4月的選舉中第2次自動當選，其任期將持續至2029年4月。

## 經濟
根據日本2015年的國勢調查統計，東松島市的就業人口中約7.8%從事第一級產業，26.2%的就業人口從事第二級產業，其餘的66%則從事第三級產業。當地的重點產業為農業，並且生產稻米、小麥、大豆等農產品。漁業方面則以養殖紫菜、牡蠣等海產為主。

## 教育
東松島市內共有8所小學校與3所中學校。根據2020年5月的統計，市內的小學校共有2000名學生，中學校則共有1103名學生。

## 交通
國道45號與三陸沿岸道路穿越東松島市，其中三陸沿岸道路在市內設置石卷交流道、矢本交流道與鳴瀨奧松島交流道。鐵路方面，東日本旅客鐵道的仙石線和仙石東北線皆通過東松島市。 其中野蒜站、陸前小野站、矢本站與陸前赤井站為仙石東北線與仙石線共構的車站，仙石線則在市內他處另設東名站、鹿妻站與東矢本站。

## 姐妹城市
東松島市與以下日本行政區為友好姐妹城市:
| 城市     | 都道府縣 | 締結日期       |
| -------- | -------- | -------------- |
| 更別村   | 北海道   | 1997年         |
| 東根市   | 山形縣   | 2011年12月11日 |
| 東松山市 | 埼玉縣   | 2015年11月7日  |
| 大田區   | 東京都   | 2016年11月12日 |
| 豐前市   | 福岡縣   | 2018年5月8日   |
| 藏王町   | 宮崎縣   | 2022年4月15日  |